# Cordia suckertii
Cordia suckertii là loài thực vật có hoa trong họ Mồ hôi. Loài này được Chiov. mô tả khoa học đầu tiên năm 1934.